# Hippolyte Taine
Pour les articles homonymes, voir Taine.
Hippolyte Taine, né le 21 avril 1828 à Vouziers et mort le 5 mars 1893 dans le 6e arrondissement de Paris, est un philosophe et historien français, membre de l'Académie française.

## Biographie

### Jeunesse et études
Né dans une famille drapière des Ardennes plutôt prospère, Hippolyte Taine est le fils de Jean-Baptiste Taine, avocat, qui l'encourage à une lecture éclectique et lui offre des enseignements artistiques et musicaux, et de Virginie Bezanson (sœur d'Adolphe Bezanson).
Cependant, à 13 ans, Hippolyte Adolphe Taine perd son père et il est envoyé, en 1841, en pension à Paris, dans l'institut Mathé situé dans le quartier des Batignolles. Il suivra des études brillantes, qu'il poursuit au lycée Bourbon où, en 1847, il passe deux baccalauréats (sciences et philosophie) et reçoit le prix d'honneur du Concours général. Il est reçu premier au concours d'entrée de la section lettres de l'École normale supérieure, qu'il intègre en novembre 1848. Parmi les 24 élèves de la section lettres, il est le condisciple de Francisque Sarcey (qui, dans ses Souvenirs de jeunesse dépeindra le jeune Hippolyte dans le campus de la rue d'Ulm) et d'Edmond About. Mais sa forte tête et sa liberté, vis-à-vis des idées philosophiques en vogue représentées par Victor Cousin, le font échouer à l'agrégation de philosophie en 1851.

### Parcours professionnel
Il choisit alors la province et enseigne en collège à Nevers et à Poitiers, tout en continuant sa formation personnelle. Ainsi, il présente en 1853 une thèse sur les Fables de La Fontaine, qui est publiée, remaniée, en 1861. Il publie un Essai sur Tite-Live qui est primé par l'Académie française en 1854. Il adopte les idées positivistes et scientistes qui émergent à cette époque.
Après avoir présenté son doctorat, il est muté d'office à Besançon, mais refuse cette affectation. Il s'installe d'abord à Paris, où il s'inscrit à l'école de médecine et enseigne au sein d'un cours privé. Il rencontre à cette occasion Émile Boutmy, un de ses élèves, dont il devient un ami proche. Il part suivre, en 1855, une cure médicale dans les Pyrénées au terme de laquelle il rédigera son célèbre Voyage aux Pyrénées. Il écrit ensuite de nombreux articles philosophiques, littéraires et historiques pour deux grands journaux de l'époque, la Revue des deux Mondes et le Journal des débats.
Il se fait alors mettre en congé et part six semaines en Angleterre. En 1863, il publie son Histoire de la littérature anglaise, en cinq volumes, ouvrage maintes fois réédité. Mgr Dupanloup s'oppose à ce que l'Académie française lui remette un prix pour cette œuvre à cause des doctrines philosophiques qui y sont exposées.
En 1868, il épouse Thérèse Denuelle, fille d'Alexandre Denuelle. Ils ont deux enfants : Geneviève et Émile. Geneviève épousera l’essayiste Louis Paul-Dubois (d), ils auront quatre enfants, François, Marie-Louise Riche, Denise première épouse de Louis Leprince-Ringuet et Bernardine Melchior-Bonnet.
L'immense succès de son œuvre lui permet de vivre de sa plume, mais aussi d'être nommé professeur d'histoire de l'art et d'esthétique à l’École des Beaux-Arts en 1865 et à Saint-Cyr. Il est même docteur en droit à Oxford (1871). Il est élu membre de l'Académie française en 1878 par 20 voix sur 26 votants.
Taine s'intéresse à de nombreux domaines, notamment à l'art et à la littérature, mais surtout à l'histoire dans laquelle son esprit lucide, quoique parfois dogmatique, trouve un thème d'élection. Profondément ébranlé par la défaite de 1870, puis l'insurrection de la Commune de Paris et sa violente répression, il s'est dès lors pleinement consacré, jusqu'à sa mort, à son œuvre majeure, Les Origines de la France contemporaine (1875-1893), qui a eu un retentissement très important.
En 1872, afin d'y venir travailler chaque été, Taine achète la propriété Boringes à Menthon-Saint-Bernard, dont il sera ensuite conseiller municipal. Taine est membre du conseil d'administration de l'École libre des sciences politiques. Il donne la conférence inaugurale de l'établissement, le 10 janvier 1872.
En 1885, en visite à l'hôpital de la Salpêtrière, il assiste, en compagnie de Joseph Delbœuf, à une séance d'hypnotisme dans laquelle Jean-Martin Charcot obtient des vésications par suggestion.
À sa mort, il est inhumé à Menthon-Saint-Bernard, sur le Roc de Chère.

## Apports

### Histoire de la Révolution française
Taine est connu surtout pour Les Origines de la France contemporaine (1875-1893). En effet, de manière originale, en se plaçant dans une perspective longue, il s'intéresse aux causes de la Révolution française. Il y dénonce notamment le fait que les institutions et lois instaurées par la Révolution française sont artificielles et résultent de la violence et de choix idéologiques, tels que les idées abstraites et rationalistes de Robespierre. La Révolution contredirait ainsi la construction, qui selon lui doit être lente et naturelle, d'institutions politiques fortes et durables.
Quelle que soit son interprétation, le nombre considérable de faits rapportés pour illustrer chacune des périodes étudiées de l'histoire de la Révolution laisse entrevoir un imposant appareil de documentation. Le grand historien de la Révolution Alphonse Aulard, à la suite de ses vérifications sur cet ouvrage, en a conclu qu’il était presque inutile à l’Histoire, alléguant de nombreuses références inexactes, des transcriptions non littérales, des erreurs tendancieuses et des assertions fantaisistes, mais après avoir contrôlé le critique lui-même, Augustin Cochin n’a, pièces en mains, relevé que 27 erreurs sur 550 références, réduisant de beaucoup les critiques d’Aulard qui, selon son contradicteur, s’est lui-même trompé, à peu près une fois sur deux, dans ses propres rectifications.
Les interprétations de Taine ont connu et connaissent encore aujourd'hui un certain succès, en France comme à l'étranger. Elles ont servi à alimenter des doctrines politiques conservatrices où la « légende noire » de la Révolution de 1789 a trouvé sa place. Leur originalité est de proposer une vision de la Révolution française dégagée de l'approche généralement déterministe voire fataliste (téléologique) des démocrates et républicains, et des interprétations marxistes qui ont été celles de l'école historique contemporaine d’Albert Mathiez, Georges Lefebvre et Albert Soboul, plus célèbres représentants de cette tradition, au travers notamment des Annales historiques de la Révolution française.

### Méthodologie historiographique

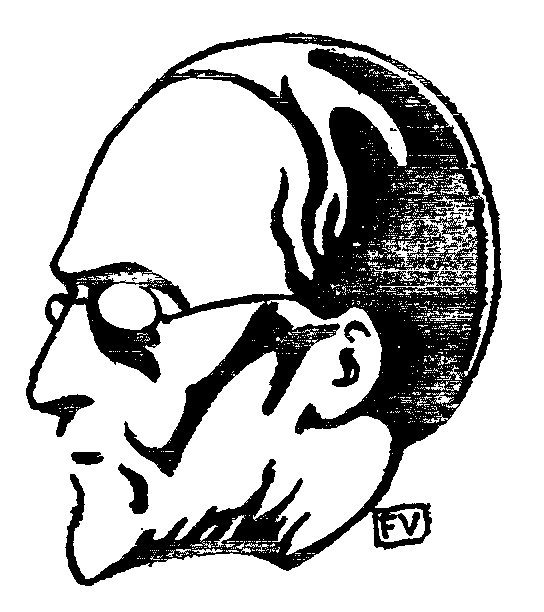
Hippolyte Taine
Portrait par Félix Vallotton
paru dans La Revue blanche en 1897.

Sa réflexion la plus aboutie dans ce domaine est exposée dans L'Introduction de son Histoire de la littérature anglaise, qui paraît en 1863. Cet ouvrage est un manifeste en faveur de l'histoire scientiste. Dans sa préface, il affirme que la consultation des documents, notamment les textes littéraires, permet de reconstituer l'« homme intérieur » qui correspond à l'« état mental élémentaire » de chaque période d'une culture. Pour lui, l'histoire appartient au champ de l'expérimentation au même titre que la physiologie. On doit pouvoir lui appliquer les mêmes méthodes qu'aux sciences naturelles.
Les événements en histoire seraient donc déterminés par des lois équivalentes à celles du monde naturel et chaque fait historique dépendrait de trois conditions : le milieu (géographie, climat) ; la race (état physique de l'homme : son corps et sa place dans l'évolution biologique) ; le moment (état d'avancée intellectuelle de l'homme). Il est possible de mettre en place une méthode expérimentale pour les étudier, comme pour la médecine (voir Claude Bernard) où il n'y a pas que l'étude des symptômes, mais aussi un travail de laboratoire avec des expériences physiques et chimiques sur des animaux vivants pour mieux comprendre l'homme et ses maladies et pour tester les réactions des organismes aux différentes substances chimiques.
Taine sait qu'il n'est pas possible de faire des expériences en laboratoire pour l'histoire, mais il est possible de soumettre les sources à des opérations scientifiques. Il définit quatre étapes :
- analyse : repérer les faits historiques dans les documents ;
- classement : classer les faits historiques par catégories : œuvres de l'intelligence humaine (art, religion, science) ; œuvres de l'association humaine (structures politiques et sociales) ; œuvres du labeur humain (faits économiques) ;
- définition : résumer ces catégories, ces séries de faits similaires par une formule simple, par exemple : système capitaliste pour une série de faits économiques ;
- mise en relation : établir des relations logiques entre ces catégories, ces séries de faits pour faire une synthèse : le récit produit est de l'Histoire.

Taine accorde donc à l'Histoire le statut de science exacte. Il applique lui-même son programme en 1875 dans Les Origines de la France contemporaine : « On permettra à un historien d'agir en naturaliste ; j'étais devant mon sujet comme devant la métamorphose d'un insecte… »
Il est promoteur du caractère scientifique de l'Histoire, et met son talent d’écrivain au service de son œuvre d’historien. Il utilise l'Histoire pour faire un récit naturaliste. Il consulte des archives, mais pour pouvoir raconter l'histoire, la vie quotidienne de ceux qu'il étudie. De plus, la dernière étape (synthèse, récit) est celle qui l'intéresse quasi uniquement.
Esprit se voulant réaliste (« Quel cimetière que l'histoire ! »), il tire des conclusions parfois très pessimistes. Auteur de grandes synthèses, il cherchait sans doute à aller vite.
Pour lui, la force de l'histoire est telle qu'il est illusoire de vouloir changer une société. Ainsi, à la suite de la défaite de Sedan et de la Commune, il accuse la Révolution française d'être la matrice de tous les maux en ce qu'elle aurait fait entrer la France dans un cycle de décadence. C’est notamment l’abstraction de la philosophie des Lumières qui est rejetée : les députés ont cru pouvoir changer l’ordre social par leur seule volonté, or celui-ci ne peut être que façonné sur le temps long de l’histoire.

## Œuvres
- De personis platonicis (1853)
- La Fontaine et ses fables (1853 et 1861)
- Voyage aux Pyrénées (1855, 1858 et 1860) troisième édition, illustrée par Gustave Doré, Paris, Librairie Hachette, 1860, 554 p. ; réédition, Paris, F. Bourin, coll. « Le voyage littéraire », 2010  (ISBN 978-2-84941-178-0) ; réédition partielle sous le titre Vies et opinions philosophiques d'un chat, Paris, Payot & Rivages, coll. « Rivages poche. Petite bibliothèque », 2014  (ISBN 978-2-7436-2873-4)
- Essai sur Tite-Live, Paris, Hachette, 1856, 5e éd., 375 p. (lire en ligne sur Gallica).
- Les Philosophes français du XIXe siècle (1857)
- Les Philosophes classiques du XIXe siècle en France (1857 et 1868)
- Essais de critique et d’histoire (1858 et 1882)
- Vie et opinions politiques d'un chat Hachette (1858) ; rééd. Éditions Rivages, coll. Rivages poche - Petite Bibliothèque, Paris, 51 p., 2014
- L'Idéalisme anglais : étude sur Carlyle, éditions Germer Baillière, coll. « Bibliothèque de philosophie contemporaine » (1864)
- Le Positivisme anglais : étude sur Stuart Mill, éditions Germer Baillière, coll. « Bibliothèque de philosophie contemporaine » (1864)
- Histoire de la littérature anglaise (1864)
- Philosophie de l’art, éditions Germer Baillière, coll. « Bibliothèque de philosophie contemporaine » (1865 et 1882) ; réédition dans un volume avec Voyage en Italie, Paris, Hermann, coll. « Savoir. Arts », 2008  (ISBN 978-2-7056-6778-8)
- Nouveaux essais de critique et d’histoire : Balzac, Hachette (1865 et 1901)
- Philosophie de l'art en Italie : leçons professées à l’École des beaux-arts, éditions Germer Baillière, coll. « Bibliothèque de philosophie contemporaine » (1866)
- Voyage en Italie (1866). 5e édition en 1884 à la Librairie Hachette et Cie, Paris ; rééd. Éditions Bartillat, introduction et notes de Michel Brix, Paris, 623 p., 2018
- Notes sur Paris. Vie et opinions de M. Frédéric-Thomas Graindorge (1867)
- De l'idéal dans l'art ; leçons professées à l'École des beaux-arts, éditions Germer Baillière, coll. « Bibliothèque de philosophie contemporaine » (1867)
- Philosophie de l'art en Grèce : leçons professées à l'École des beaux-arts, éditions Germer Baillière, coll. « Bibliothèque de philosophie contemporaine » (1869)
- Philosophie de l'art dans les Pays-Bas: leçons professées à l'École des beaux-arts, éditions Germer Baillière, coll. « Bibliothèque de philosophie contemporaine » (1869)
- De l’intelligence (1870)
- Un séjour en France de 1792 à 1795. Lettres d’un témoin de la Révolution française, traduites de l’anglais (1872)
- Notes sur l’Angleterre (1872)
- Une Anglaise témoin de la Révolution française (1792 - 1795) (1872) ; réédition, Paris, éditions Jacqueline Chambon, 2006  (ISBN 978-2-8771-1309-0)
- Les Origines de la France contemporaine (1875-1893) ; réédition, Paris, éditions Robert Laffont, coll. « Bouquins », 2011  (ISBN 978-2-221-12218-1) :
  - Les Origines de la France contemporaine : L’Ancien Régime, Paris, Librairie Hachette, 1875, XII-688 p.   (Wikisource)
  - Les Origines de la France contemporaine : La Révolution : I – L’Anarchie, Paris, Librairie Hachette, 1878, IV-563 p.   (Wikisource)
  - Les Origines de la France contemporaine : La Révolution : II – La Conquête jacobine, Paris, Librairie Hachette, 1881, II-599 p.   (Wikisource)
  - Les Origines de la France contemporaine : La Révolution : III – Le Gouvernement révolutionnaire, Paris, Librairie Hachette, 1883, IV-800 p.   (Wikisource)
  - Le Régime moderne (1890-1893)
- Derniers essais de critique et d’histoire (1894)
- Carnets de voyage : Notes sur la province, 1863-1865, Paris, Librairie Hachette, 1897, VI-351 p.   (Wikisource) ; rééd. Libretto, Par nos villes et nos campagnes : Instantanés de France, Carnets de voyage, Paris, 272 p., 2020
- Étienne Mayran (1910), fragments ; réédition, Paris, M. Sell, coll. « Petite bibliothèque du XIXe siècle », 1991  (ISBN 2-87604-054-9)
- H. Taine, sa vie et sa correspondance (1903-1907)

## Hommages

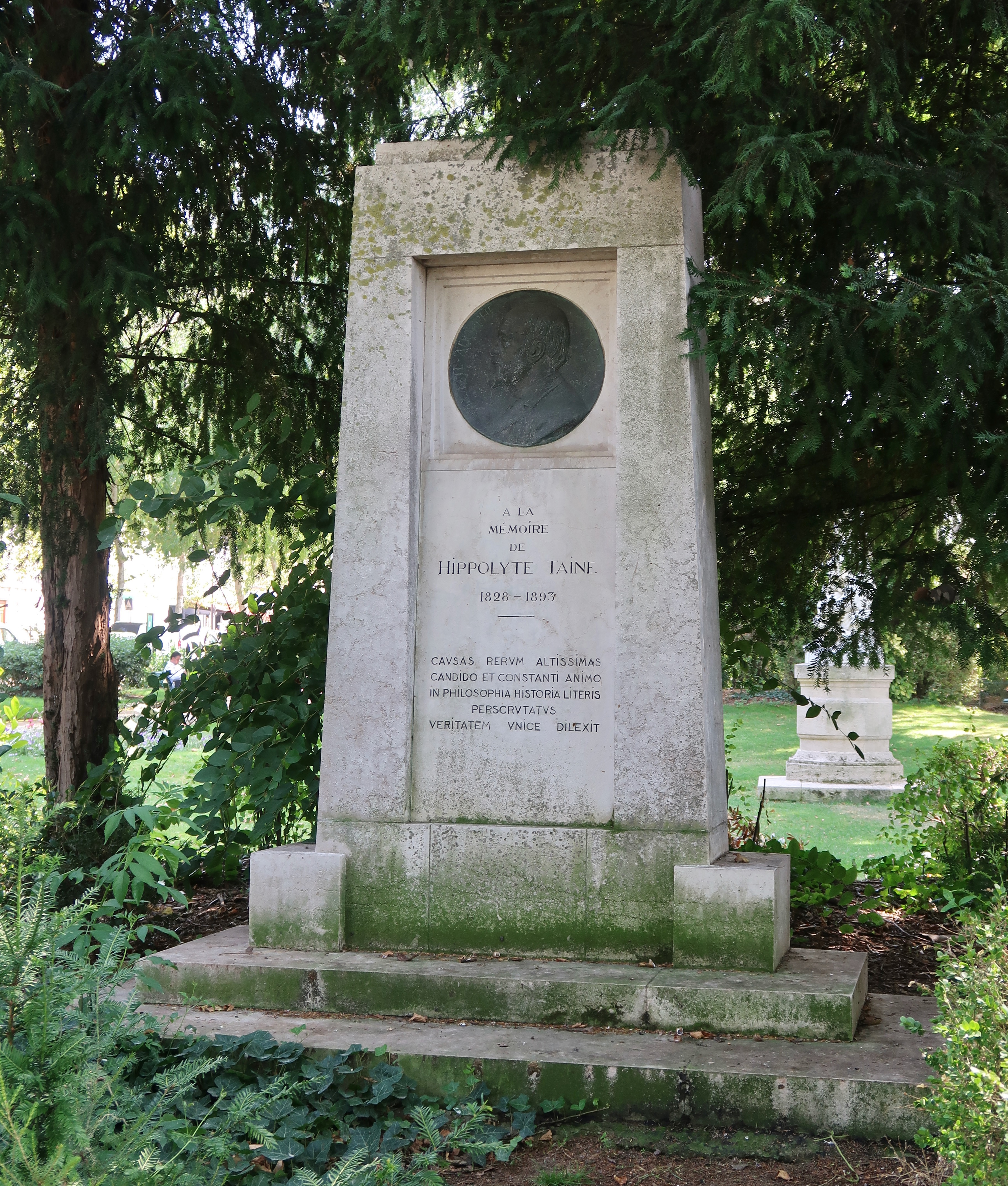
Monument dans le square d'Ajaccio (Paris).